# Метание молота
Мета́ние мо́лота — легкоатлетическая дисциплина, заключающаяся в метании специального спортивного снаряда — молота — на дальность. Требует от спортсменов силы и координации движений. Проводится в летний сезон на открытых стадионах. Относится к техническим видам легкоатлетической программы. Является олимпийской дисциплиной лёгкой атлетики (у мужчин — с 1900 года, у женщин — с 2000 года).

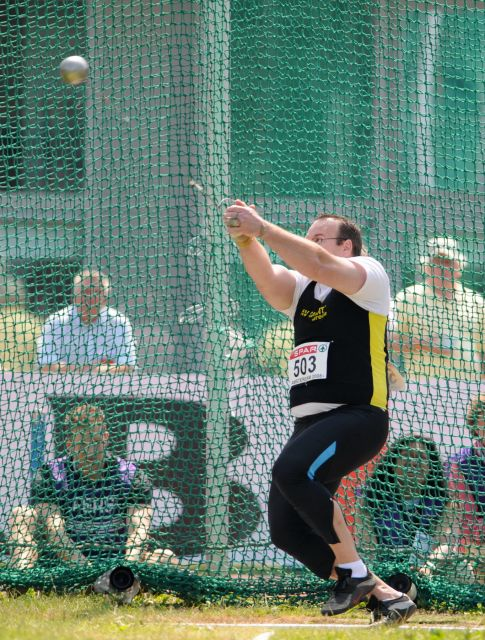
Метание молота

## Правила
Молот представляет собой металлический шар, соединённый стальной проволокой с рукоятью. Длина молота у мужчин составляет 117—121,5 см, а общая масса — 7,257 кг (= 16 фунтов). У женщин его длина составляет 116—119,5 см, а общая масса — 4 кг. То есть масса молота равна массе ядра, используемого спортсменами соответствующего пола.
Спортсмен при метании находится в специальном круге диаметром 2,135 м, в пределах которого он раскручивается и метает спортивный снаряд. Чтобы попытка была засчитана, спортсмен должен покинуть круг лишь после удара молота о землю и только с задней стороны круга. К тому же молот должен упасть в пределах предназначенного для этого сектора, огороженного сеткой.
В связи с опасностью, которую летящий молот представляет для спортсменов, участвующих в других видах соревнований, угол сектора постоянно сужался. В 1900-х годах он составлял 90°, в 1960-х — 60°, а в настоящее время — примерно 35°. По этой же причине соревнование в метании молота часто проводится в начале легкоатлетической программы или переносится на другой стадион.

## История
Как спорт метание молота возникло в Шотландии и Ирландии, где изначально бросали какой-либо массивный груз с прикреплённой деревянной рукоятью. С 1866 года в Англии проводятся первые соревнования по метанию молота с жёсткой ручкой. Первый рекорд составлял 24,50 м. Современные правила были установлены в Англии в 1887-м. С 1896 года в практику тренировки и соревнований введён современный молот с ручкой в виде стального гибкого троса. Значительный вклад в развитие техники и в повышение популярности метания молота внёс ирландский атлет Джон Флэнаган, который в 1896 году эмигрировал в США. В 1900 году на Олимпиаде в Париже он стал первым олимпийским чемпионом в этой дисциплине, а всего трижды становился олимпийским чемпионом (1900, 1904, 1908) и 14 раз бил мировые рекорды.

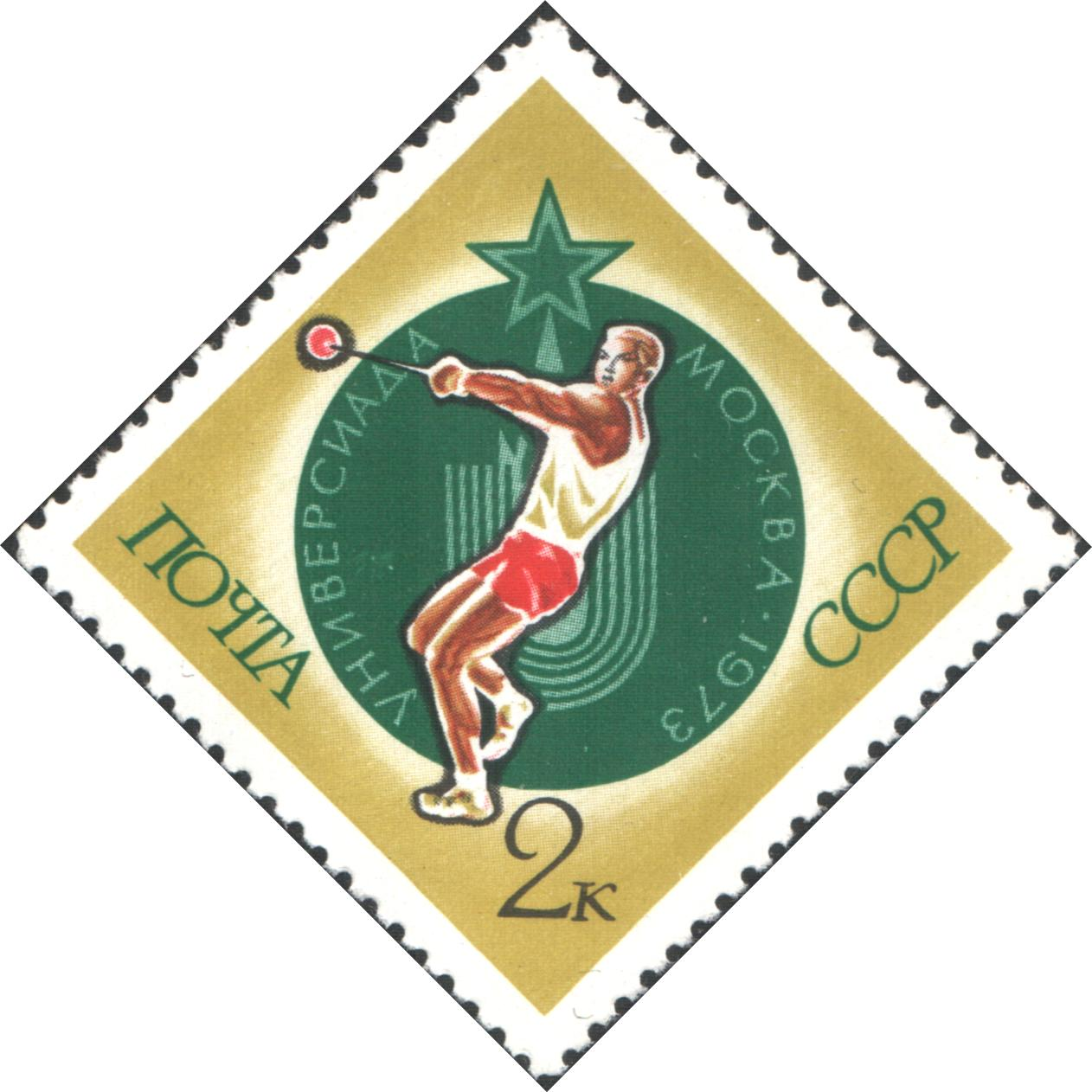
Почтовая марка СССР, 1973 год

Мировые рекорды IAAF в метании молота регистрируются с 1913 года.
В послевоенной истории, начиная с 1950-х годов, лидерство среди мужчин захватили спортсмены Венгрии и СССР. В 1976—1988 годах 2 золотых и 1 серебряную медаль на Олимпиадах завоевал Юрий Седых (СССР), которому и по сей день принадлежит мировой рекорд (86,74 м). В настоящее время в этом виде лидируют спортсмены Белоруссии, Польши, Японии, Словении и Таджикистана (таджикский спортсмен Дильшод Назаров завоевал золотую медаль Олимпийских игр в Рио-де-Жанейро).
Начиная с 1990-х годов метание молота стало популярным у женщин. С 2000 года оно включено в женскую программу олимпийских игр. Лидируют здесь спортсменки России, Кубы, Германии, Китая.

## Техника
Современная техника при метании молота обычно включает два круга молотом над головой без вращения туловища и далее 3-4 поворота вместе с молотом. Атлет начинает движение, стоя спиной к сектору и отпускает снаряд, стоя лицом. У атлетов-мужчин высокого класса начальная скорость молота может превышать 30 м/c (до 112 км/ч).

## Сильнейшие атлеты
- Юрий Седых (СССР)
- Джон Флэнаган (США)
- Сергей Литвинов (СССР)
- Иван Тихон (Белоруссия)
- Вадим Девятовский (Белоруссия)
- Павел Файдек (Польша)
- Бетти Хайдлер (Германия)
- Ольга Кузенкова (Россия)
- Михаэла Мелинте (Румыния)
- Оксана Менькова (Белоруссия)
- Камила Сколимовская (Польша)
- Анита Влодарчик (Польша)

## Рекорды
| Результат          | Спортсмен       | Страна         | Дата             | Место                    |
| Мировой рекорд     | Мировой рекорд  | Мировой рекорд | Мировой рекорд   | Мировой рекорд           |
| ------------------ | --------------- | -------------- | ---------------- | ------------------------ |
| 86,74 м            | Юрий Седых      | СССР           | 30 августа 1986  | Штутгарт, Германия       |
| 82,98 м            | Анита Влодарчик | Польша         | 28 августа 2016  | Рио-де-Жанейро, Бразилия |
| Олимпийский рекорд |                 |                |                  |                          |
| 84,80 м            | Сергей Литвинов | СССР           | 26 сентября 1988 | Сеул, Республика Корея   |
| 82,29 м            | Анита Влодарчик | Польша         | 15 августа 2016  | Рио-де-Жанейро, Бразилия |

### Мировые рекорды
| Результат | Рекордсмен         | Страна   | Дата             | Место              |
| --------- | ------------------ | -------- | ---------------- | ------------------ |
| 86,74 м   | Юрий Седых         | СССР     | 30 августа 1986  | Штутгарт           |
| 86,66 м   | Юрий Седых         | СССР     | 22 июня 1986     | Таллин             |
| 86,34 м   | Юрий Седых         | СССР     | 3 июня 1984      | Корк               |
| 84,14 м   | Сергей Литвинов    | СССР     | 21 июня 1983     | Москва             |
| 83,98 м   | Сергей Литвинов    | СССР     | 4 июня 1982      | Москва             |
| 81,80 м   | Юрий Седых         | СССР     | 31 июля 1980     | Москва             |
| 81,66 м   | Сергей Литвинов    | СССР     | 24 мая 1980      | Сочи               |
| 80,64 м   | Юрий Седых         | СССР     | 16 мая 1980      | Гечрипш            |
| 80,46 м   | Юрий Тамм          | СССР     | 16 мая 1980      | Гечрипш            |
| 80,38 м   | Юрий Седых         | СССР     | 16 мая 1980      | Гечрипш            |
| 80,32 м   | Карл-Ганс Рим      | Германия | 6 августа 1978   | Хайденхайм         |
| 80,14 м   | Борис Зайчук       | СССР     | 9 июля 1978      | Москва             |
| 79,30 м   | Вальтер Шмидт      | Германия | 14 августа 1975  | Франкфурт-на-Майне |
| 78,50 м   | Карл-Ганс Рим      | Германия | 19 мая 1975      | Релинген           |
| 77,76 м   | Карл-Ганс Рим      | Германия | 19 мая 1975      | Релинген           |
| 76,70 м   | Карл-Ганс Рим      | Германия | 19 мая 1975      | Релинген           |
| 76,66 м   | Алексей Спиридонов | СССР     | 11 сентября 1974 | Мюнхен             |
| 76,60 м   | Райнхард Таймер    | ГДР      | 4 июня 1974      | Лейпциг            |
| 76,40 м   | Вальтер Шмидт      | Германия | 4 сентября 1971  | Лар                |
| 75,48 м   | Анатолий Бондарчук | СССР     | 20 октября 1969  | Афины              |
| 74,68 м   | Анатолий Бондарчук | СССР     | 12 сентября 1969 | Ровно              |
| 74,52 м   | Ромуальд Клим      | СССР     | 15 июня 1968     | Будапешт           |
| 73,76 м   | Дьюла Живоцки      | Венгрия  | 14 сентября 1968 | Будапешт           |
| 73,74 м   | Дьюла Живоцки      | Венгрия  | 4 сентября 1965  | Дебрецен           |
| 71,26 м   | Гарольд Коннолли   | США      | 29 июня 1965     | Уолнат             |
| 71,06 м   | Гарольд Коннолли   | США      | 21 июля 1965     | Серес              |
| 70,67 м   | Гарольд Коннолли   | США      | 12 августа 1962  | Пало-Альто         |
| 70,33 м   | Гарольд Коннолли   | США      | 20 июня 1960     | Уолнат             |
| 68,68 м   | Гарольд Коннолли   | США      | 2 ноября 1958    | Лос-Анджелес       |
| 68,54 м   | Гарольд Коннолли   | США      | 2 ноября 1956    | Лос-Анджелес       |
| 67,32 м   | Михаил Кривоносов  | СССР     | 22 октября 1956  | Ташкент            |
| 66,85 м   | Михаил Кривоносов  | СССР     | 22 октября 1956  | Ташкент            |
| 66,71 м   | Гарольд Коннолли   | США      | 3 октября 1956   | Бостон             |
| 66,38 м   | Михаил Кривоносов  | СССР     | 8 июля 1956      | Минск              |
| 65,95 м   | Клиффорд Блэр      | США      | 5 июля 1956      | Нидгем             |
| 65,85 м   | Михаил Кривоносов  | СССР     | 25 апреля 1956   | Нальчик            |
| 64,52 м   | Михаил Кривоносов  | СССР     | 19 сентября 1955 | Белград            |
| 64,33 м   | Михаил Кривоносов  | СССР     | 4 августа 1955   | Варшава            |
| 64,05 м   | Станислав Ненашев  | СССР     | 12 декабря 1954  | Баку               |
| 63,34 м   | Михаил Кривоносов  | СССР     | 29 августа 1954  | Брно               |
| 62,36 м   | Сверре Страндли    | Норвегия | 5 сентября 1953  | Осло               |
| 61,25 м   | Сверре Страндли    | Норвегия | 14 сентября 1952 | Осло               |
| 60,34 м   | Йожеф Чермак       | Венгрия  | 14 июля 1952     | Хельсинки          |
| 59,88 м   | Имре Немет         | Венгрия  | 19 июня 1950     | Будапешт           |
| 59,57 м   | Имре Немет         | Венгрия  | 4 сентября 1949  | Катовице           |
| 59,02 м   | Имре Немет         | Венгрия  | 14 июля 1948     | Тата               |
| 59,00 м   | Эрвин Бласк        | Германия | 27 августа 1938  | Стокгольм          |
| 58,24 м   | Карл Хайн          | Германия | 21 августа 1938  | Оснабрюк           |
| 58,13 м   | Эрвин Бласк        | Германия | 7 августа 1938   | Берлин             |
| 57,77 м   | Патрик Райан       | США      | 17 августа 1913  | Нью-Йорк           |

| Результат | Рекордсменка         | Страна   | Дата            | Место          |
| --------- | -------------------- | -------- | --------------- | -------------- |
| 82,98 м   | Анита Влодарчик      | Польша   | 28 августа 2016 | Варшава        |
| 82,29 м   | Анита Влодарчик      | Польша   | 15 августа 2016 | Рио-де-Жанейро |
| 81,08 м   | Анита Влодарчик      | Польша   | 1 августа 2015  | Цетнево        |
| 79,42 м   | Анита Влодарчик      | Польша   | 31 августа 2014 | Берлин         |
| 79,42 м   | Бетти Хайдлер        | Германия | 21 мая 2011     | Германия       |
| 78,30 м   | Анита Влодарчик      | Польша   | 8 июня 2010     | Польша         |
| 77,96 м   | Анита Влодарчик      | Польша   | 22 августа 2009 | Берлин         |
| 77,80 м   | Татьяна Лысенко      | Россия   | 15 августа 2006 | Таллин         |
| 77,41 м   | Татьяна Лысенко      | Россия   | 24 июня 2006    | Жуковский      |
| 77,26 м   | Гульфия Ханафеева    | Россия   | 12 июня 2006    | Тула           |
| 77,06 м   | Татьяна Белобородова | Россия   | 15 июля 2006    | Москва         |
| 76,07 м   | Михаэла Мелинте      | Румыния  | 29 августа 1999 | Рюдлинген      |
| 75,97 м   | Михаэла Мелинте      | Румыния  | 13 мая 1999     | Клермон-Ферран |
| 75,29 м   | Михаэла Мелинте      | Румыния  | 13 мая 1999     | Клермон-Ферран |
| 73,80 м   | Ольга Кузенкова      | Россия   | 15 мая 1998     | Тольятти       |
| 73,10 м   | Ольга Кузенкова      | Россия   | 22 июня 1997    | Мюнхен         |
| 70,78 м   | Ольга Кузенкова      | Россия   | 11 июня 1997    | Смоленск       |
| 69,58 м   | Михаэла Мелинте      | Румыния  | 3 марта 1997    | Бухарест       |
| 69,46 м   | Ольга Кузенкова      | Россия   | 17 февраля 1996 | Сидней         |
| 68,16 м   | Ольга Кузенкова      | Россия   | 18 июня 1995    | Москва         |
| 68,14 м   | Ольга Кузенкова      | Россия   | 5 июня 1995     | Москва         |
| 66,86 м   | Михаэла Мелинте      | Румыния  | 4 марта 1995    | Бухарест       |
| 66,84 м   | Ольга Кузенкова      | Россия   | 23 февраля 1994 | Адлер          |